# أدريانا بارازا
أدريانا بارازا (بالإسبانية: Adriana Barraza)‏ (و. 1956 – م) هي ممثلة تلفزيونية، وممثلة، وممثلة أفلام من المكسيك . ولدت في تولوكا .

## روابط خارجية
- أدريانا بارازا على موقع IMDb (الإنجليزية)
- أدريانا بارازا على موقع قاعدة بيانات الأفلام العربية
- أدريانا بارازا على موقع ألو سيني (الفرنسية)
- أدريانا بارازا على موقع أول موفي (الإنجليزية)
- أدريانا بارازا على موقع قاعدة بيانات الأفلام السويدية (السويدية)
- أدريانا بارازا على موقع إن إن دي بي (الإنجليزية)
- أدريانا بارازا على موقع قاعدة بيانات الفيلم (الإنجليزية)
- أدريانا بارازا على موقع كينوبويسك (الروسية)